# Béhencourt
Béhencourt é uma comuna francesa na região administrativa de Altos da França, no departamento de Somme. Estende-se por uma área de 7,06 km². Em 2010 a comuna tinha 327 habitantes (densidade: 46,3 hab./km²).